# (300130) 2006 VH48
(300130) 2006 VH48 es un asteroide perteneciente al cinturón de asteroides, descubierto el 10 de noviembre de 2006 por el equipo del Spacewatch desde el Observatorio Nacional de Kitt Peak, Arizona, Estados Unidos.

## Designación y nombre
Designado provisionalmente como 2006 VH48.

## Características orbitales
2006 VH48 está situado a una distancia media del Sol de 3,118 ua, pudiendo alejarse hasta 3,735 ua y acercarse hasta 2,501 ua. Su excentricidad es 0,197 y la inclinación orbital 7,109 grados. Emplea 2011,18 días en completar una órbita alrededor del Sol.
Los próximos acercamientos a la órbita de Júpiter se producirán el 21 de agosto de 2064, el 29 de octubre de 2074 y el 27 de noviembre de 2084, entre otros.

## Características físicas
La magnitud absoluta de 2006 VH48 es 16,8. Tiene 3 km de diámetro y su albedo se estima en 0,028.